# Pierre de Nogaret
Pierre de Nogaret de la Valette, nacido hacia el año 1500 y fallecido en 1553, fue un miembro de la nobleza gascona perteneciente a la familia Nogaret de La Valette y militar, al servicio del rey Francisco I de Francia al que sirvió en las guerras de Italia.
Pierre de Nogaret, nació alrededor del año 1500, fecha estimada que no confirman ni Pierre de Guibours ni Louis Moréri. Era hijo de Bertrand de Nogaret, Señor de Valette (Lougratte), y Ana de Bertolene o Bretolene.
Contrariamente a las afirmaciones de los biógrafos de su nieto, el duque de Epernon Jean Louis de Nogaret de La Valette, Pierre de Nogaret no tuvo ninguna relación filial con el famoso Guillermo de Nogaret , consejero de Felipe el Hermoso e instructor del juicio contra la Orden del Temple. Él provenía de una familia de la nobleza mucho más reciente, de Gascuña, que se remonta a lo sumo a finales del siglo XIV.
El 21 de abril de 1521 se casó con Marguerite de L'Isle, señora de Cazaux y Caumont, emparentándose así el señorío de Caumont con la familia Nogaret de La Valette. De esta unión nacieron ocho hijos, el mayor de los cuales, Jean de Nogaret de La Valette, fue posteriormente padre de Jean Louis de Nogaret de La Valette, «favorito» del rey Enrique III de Francia y convertido en duque de Epernon por favor real.
Pierre de Nogaret acompañó al rey de Francia Francisco I las Guerras de Italia. A su regreso, emprendió en 1525 la reconstrucción del castillo de Caumont, que se convirtió en el domicilio habitual y principal de la familia Nogaret.
Fue ordenado Caballero de la Orden de Malta en 1552, un año antes de su muerte.